# Centrale hydroélectrique de Siah Bishe
 (novembre 2020).
La centrale hydroélectrique de Siah Bishe est un système de stockage d'énergie sur le principe du pompage-turbinage en Iran, près du village de Siah Bishe, à 48 kilomètres au sud de Chaloos, dans le Mazandéran,. 

## Historique
Projetée dès les années 1970, sa construction a commencé en 1985. Suspendue de 1992 à 2001, elle reprend par la suite. 
La centrale est mise en service en 2015. 

## Description
Elle est principalement destinée à fournir de l'énergie à Téhéran pendant les pics de consommation. Elle aura une capacité de production d'électricité de 1 040 MW et une capacité de pompage de 940 MW. 
Il s'agit de la première centrale du pays à fonctionner sur le principe du pompage-turbinage. 